# Фізешу-Герлій
Фізешу-Герлій (рум. Fizeșu Gherlii) — село у повіті Клуж в Румунії. Входить до складу комуни Фізешу-Герлій.
Село розташоване на відстані 330 км на північний захід від Бухареста, 40 км на північний схід від Клуж-Напоки.

## Населення
За даними перепису населення 2002 року у селі проживали 1385 осіб.
Національний склад населення села:
| Національність | Кількість осіб | Відсоток |
| -------------- | -------------- | -------- |
| угорці         | 629            | 45,4%    |
| румуни         | 416            | 30,0%    |
| цигани         | 339            | 24,5%    |

Рідною мовою назвали:
| Мова      | Кількість осіб | Відсоток |
| --------- | -------------- | -------- |
| угорська  | 627            | 45,3%    |
| румунська | 516            | 37,3%    |
| циганська | 240            | 17,3%    |